# Mihai Viteazu (okręg Konstanca)
Mihai Viteazu – wieś w Rumunii, w okręgu Konstanca, w gminie Mihai Viteazu. W 2011 roku liczyła 1799 mieszkańców.